# Germán Moldes
Germán Mario Moldes (Buenos Aires, 30 de diciembre de 1946-Buenos Aires, 20 de noviembre de 2024) fue un fiscal argentino que desde 1995 se desempeñó como fiscal general ante la Cámara Nacional de Apelaciones en lo Criminal y Correccional Federal.

## Biografía
Nació en Capital Federal y se crio en el barrio de Boedo. Hijo de un español y una argentina.
Comenzó sus estudios universitarios en 1966 graduándose en la Universidad de Buenos Aires (U.B.A.), Facultad de Derecho y Ciencias Sociales en las carreras de abogacía y procuración.
En 2003 comenzó a desempeñarse como profesor en la Universidad Católica Argentina. Se encuentra casado con Indiana Pena Sagasta y tiene cuatro hijos: Germán Manuel, Juan Andrés, Carolina, y Amparo.

## Carrera laboral

### Poder Judicial
Ingresó el 1 de febrero de 1966 como Auxiliar Mayor de 7.ª, en el juzgado Nacional de 1.ª Instancia en lo criminal de Instrucción nro. 14 de la Capital Federal.
El 5 de diciembre de 1972, pasaría a desempeñarse como Auxiliar Superior de 6.ª, del Juzgado Nacional de Primera Instancia en lo Criminal de Instrucción nro. 20. 
Ejerció como abogado entre diciembre de 1976 y agosto de 1977 en el Estudio jurídico del Dr. Luis I. Berkman. [cita requerida]  Entre 1978 y 1990 en el Estudio jurídico “Rey Moldes, Conte y Asociados”.

### Poder Legislativo
En marzo de 1984 comenzó como Asesor (categoría A3) en la comisión de Legislación Penal de la H. Cámara de Diputados de la Nación.

### Poder Ejecutivo Nacional
El 12 de agosto de 1991, fue nombrado por decreto presidencial nro 1552/91 como Subsecretario de Estado de Coordinación Administrativa del Ministerio del Interior.
El 2 de octubre de ese mismo año, por decreto presidencial nro 2069/92 fue designado Secretario de Estado de Población y Migración de dicho Ministerio. Durante el menemismo tuvo una actuación importante allegada al expresidente Moldes se desempeñaba como secretario parlamentario en la Cámara de Diputados, apadrinado por José Luis Manzano, que luego ocuparía el cargo de ministro del Interior. Moldes fue acusado por Jorge Rachid, secretario de Prensa y Difusión del gobierno de Menem. Rachid denunció en los 90 que Moldes, como parte del gabinete de Manzano "ofreció una comisión para Menem y para mí para que le den Canal 11 a Berlusconi, a través de Franco Macri". La primera privatización encarada por el menemismo fue la de los canales de TV 11 y 13, ganadas por editorial Atlántida y Clarín, respectivamente.Según declaró "A los 3 días se me acerca el doctor Moldes y me ofrece dinero con una valija". "Moldes decía: `Yo te traigo esto para que hagas la rectificación, al poco tiempo, Manzano asume como ministro del Interior y comienza una persecución contra mi familia".
A mediados de octubre de 1991, Gustavo Druetta se hizo cargo de la Dirección de Migraciones descubrió y denunció presuntas maniobras cometidas por Moldes para ayudar al traficante Monzer Al Kassar, que había sido ayudado para entrar la Argentina en 1990 y la obtención de documentos por un grupo de seineldinistas y masseristas encabezado por el capitán retirado Aurelio Martínez. Al Asssar había sido apresado varias veces por el gobierno español por cargos de ayuda a terroristas y por lavado de dinero, entre otras n octubre de 1974 fue arrestado y condenado a 18 meses de cárcel por la justicia británica por un transporte de hachís interceptado en Alemania. En 1977 la policía federal alemana (BKA), recibió un informe de Scotland Yard donde se sindica a Monzer Al Kassar como cabecilla de una red de tráfico de heroína. En octubre de ese año fue condenado a dos años de prisión en Gran Bretaña. Su hermano mayor Ghassan Emir Al Kassar fue condenado a ocho años de prisión en Francia por tráfico de heroína el 9 de febrero de 1979. El 20 de noviembre de 2008 fue sentenciado por una corte federal de los Estados Unidos a cumplir 30 años de prisión por aceptar vender armas a agentes encubiertos que se hacían pasar por miembros de las FARC. a principios de 1992, Al Kassar obtiene en un tiempo récord la nacionalidad Argentina, cuando Druetta descubrió que el expediente administrativo que habilitaba la residencia de Al-Kassar faltaba el informe de Interpol. Cuando saltó el escándalo la Justicia mendocina investigó la concesión pero Moldes le pidió a Druetta que no enviara nada al juez interviniente, a los pocos días por presión de Moldes Druetta debió renunciar a su cargo.
Más tarde un subalterno de Moldes denunció ante el presidente que existía una mafia que otorgaba radicaciones a inmigrantes de origen asiático a cambio de costos que oscilaban de 3.000 a 5.000 dólares, y cuyo jefe de la banda era Germán Moldes.[cita requerida]
En 2002 se descubrieron nuevas conexiones del traficante Monzer Al Kassar con Germán Moldes, en la investigación sobre  narcoterrorismo en Chile y Argentina, escrito por los periodistas Juan Gasparini y Rodrigo de Castro, se descubrió la desaparición de la carpeta con informes sobre Al Kassar, ocurrida en los órganos de seguridad argentinos, circunstancia en la cual involucra, entre otros funcionarios, al propio Moldes, que un año antes había sido nombrado fiscal.

### Ministerio Público
Con la llegada de Carlos Menem a la presidencia de la Nación, Moldes empezó a tener sus primeros espacios relevantes en la función pública, aunque previamente, durante la última dictadura militar, Moldes, se desempeñó como secretario en un juzgado. En agosto de 1991 José Luis Manzano reemplazó a Julio Mera Figueroa en el Ministerio del Interior y designó a Moldes como su subsecretario de Coordinación. Dos meses más tarde fue ascendido al cargo de secretario de Población, el segundo detrás de Manzano dentro del Ministerio. Durante su gestión fue denunciado por el ingreso irregular al país del traficante sirio Monzer Al Kassar. Seis meses más tarde fue nombrado fiscal ante los Tribunales Orales en lo Penal Económico de la Capital Federal. A principios de 1994 quedó a cargo de una de las tres fiscalías ante la Cámara del Crimen de la Capital Federal. En mayo de 1995 (resolución n 234 del Ministerio de Justicia) fue nombrado fiscal general ante la Cámara Nacional de Apelaciones en lo Criminal y Correccional Federal, de la Capital Federal. Desde 1997 designó como uno de sus fiscales adjuntos es Eugenia Anzorreguy, sobrina del exjefe de la Secretaría de Inteligencia Hugo Anzorreguy. El secretario de Prensa durante la presidencia Jorge Rachid denunció que el fiscal Moldes le ofreció dinero para que negara coimas relacionadas con Franco Macri y Silvio Berlusconi durante los 90 Rachid denunció que le ofrecieron dinero para que Canal 11, hoy Telefé, sea privatizado en favor de Franco Macri y Silvio Berlusconi. Además, sostuvo que el fiscal era operador de José Luis Manzano.
En esa función tuvo a cargo la causa por el homicidio de Walter Vallejos y Ángel Delgado, simpatizantes del Club River Plate emboscados por jefes y referentes de la denominada ”barra brava” finalmente sentenciados hasta 12 años de prisión para el jefe del colectivo que perpetró los homicidios, José Baritta alias “El Abuelo”. Trabajó en la causa Amia donde fue criticado por familiares cuando tras el sobreseimiento de los acusados, los querellantes de Memoria Activa apeló la decisión, pero fue nuevamente abandonada por los fiscales, entre ellos Moldes quien debía impulsar la acción consintió el sobreseimiento sin diferenciar situaciones, en tanto el jefe de la Unidad Amia, Nisman “sostuvo que el fiscal de Cámara Germán Moldes dio la orden de no apelar”. finalmente fue denunciado por el Centro de Estudios Legales y Sociales (CELS) y Memoria Activa por no apelar, ni dejar apelar al fiscal Nisman los sobreseimientos dictados en la causa por el encubrimiento del atentado a la AMIA en la que están implicados sus amigos menemistas, policías y funcionarios judiciales del exjuez Galeano. Moldes mantenía tiene una fuerte amistad con muchos de los funcionarios investigados por encubrimiento del atentado a la AMIA. Moldes se destacó por su perfil público muy bajo y fluidas relaciones con directores de la Secretaría de Inteligencia desde los tiempos de Hugo Anzorreguy.
En 1996 el Diario Clarín denunciaba que ya como fiscal de la Cámara Federal Germán Moldes decidió no aceptar la investigación por irregularidades en el PAMI, ya que el fiscal habría llegado a su cargo por tener excelentes relaciones con el menemismo", relatava Clarín por entonces. El matutino señaló que Moldes provenía del círculo del exministro del Interior José Luis Manzano, debía investigar, entre otros titulares del PAMI, la gestión de Matilde Menéndez, con quien tiempo atrás compartió la función pública en el primer gobierno de Carlos Menem.
En 2016 abrió una causa contra Cristina Fernández el canciller Héctor Timerman, funcionarios y legisladores El CELS recordó que, "en 1997, Moldes había propuesto a la sobrina del ex jefe de la SIDE menemista y señalado como pieza clave del encubrimiento, Hugo Anzorreguy como fiscal adjunta de la Cámara Federal, quien fue finalmente nombrada".
En 2017 causó controversias cuando Germán Moldes, desistió de proseguir con la acusación al titular de la Agencia Federal de Inteligencia, Gustavo Arribas, por elcobro de pagos ilegales vinculados con el escándalo de corrupción en Brasil denominado "Lava Jato". Germán Moldes, no mantuvo el recurso de apelación que había impulsado el fiscal federal Federico Delgado con lo cual la causa quedó archivada. De se modo Moldes dejó caer la investigación contra Gustavo Arribas. Arribas estaba acusado de recibir sobornos por 600.000 dólares, que partieron desde una cuenta bancaria en Hong Kong que, según la Justicia de Brasil, se usaba para canalizar sobornos", por lo que a raíz de la intervención de la empresa brasileña Odebrecht. Ese mismo año dejó caer también la causa contra el diputado del Pro y actual Presidente del Banco Central, Federico Sturzenegger en la causa por el "Megacanje" donde  fue sobreseído por la operación financiera de deuda pública perpetrada en 2001 durante el gobierno de la Alianza porque el fiscal Moldes no apeló.

### Ejercicio Profesional, consultoría y dirección de proyectos internacionales
En 1990 fue Director Ejecutivo una asociación civil italiana, con sede en Roma).
Durante 1992 y 1993 fue consultor del Proyecto Tips (Technological Information Promotion System) dedicado al intercambio de información tecnológica entre países en vías de desarrollo, administrado por PNUD (Programa de Naciones Unidas para el Desarrollo).[cita requerida]
A su vez en 1993 fue consultor del Programa de Naciones Unidas para el Desarrollo, en el proyecto: “Migraciones Internacionales y Desarrollo Sostenible y Compartido”. Realizado en forma conjunta, por PNUD y OIM (Organización Internacional Para las Migraciones)[cita requerida] bajo el auspicio del Gobierno Argentino
Fue señalado como una de las piezas fundamentales de la influencia de los servicios de inteligencia en los tribunales de Retiro. Lo que se tradujo en fuertes presiones sobre los jueces, el uso de escuchas ilegales, el armado de causas, etc..

## Libros
- “Cuarenta Iglesias Romanas[23]” , Artes Gráficas Rioplatenses, marzo de 2016.
- “ROMA, un día hace 2000 años.[24]”, Grupo Planeta - Argentina, 5 de marzo de 2020.

## Ensayo
- “Maquiavelo, ayer, hoy y mañana[25]” Editorial Dunken[26]